# Transportes Aéreos del Cesar
Transportes Aéreos del Cesar o también llamada como AeroCesar o TAC Colombia Fue una aerolínea comercial de pasajeros fundada en 1968 con sede central en el Aeropuerto Alfonso López Pumarejo, Valledupar (Colombia). 

## Historia
«Transportes Aéreos del Cesar Ltda.». se creó el 13 de julio de 1968 por iniciativa de un grupo de pilotos e inversionistas, que conociendo las necesidades de transporte aéreo de la región, decidieron enlazar a Valledupar, la capital del recién creado departamento del Cesar e importante centro ganadero del norte del país, con otras regiones del territorio colombiano. La nueva línea aérea estaba respaldada por la Asociación Agropecuaria del Cesar, ASOCESAR, quienes apoyaron financieramente la adquisición del equipo de vuelo. Sus operaciones en modalidad de aerotaxi se iniciaron con dos pequeñas aeronaves Cessna 402 con capacidad para 9 pasajeros. Las rutas originales unían a Valledupar con Barranquilla, Medellín, Santa Marta, Maicao y Bucaramanga.
A escasos tres años de iniciar operaciones y como consecuencia del crecimiento del tráfico de pasajeros, la compañía adquirió dos unidades Fairchild F-27 con capacidad para 40 pasajeros (HK-1137 y HK-1139), lo cual le permitía cubrir la ruta directa de Valledupar a Bogotá. La aerolínea pasaba de la categoría de aerotaxi a empresa secundaria de transporte aéreo. 
A mediados de 1973 un nuevo grupo de accionistas encabezados por Alfonso Sánchez, Gustavo de Greiff y Orlando Cote compraron la totalidad de los activos de la compañía. La nueva administración procedió a reorganizar la línea aérea al darle un nuevo enfoque a su política de operaciones y comercial, enfocando sus esfuerzos a crecer la compañía en las rutas secundarias y evitando entrar en competencia con Avianca y con Aerotal en las rutas troncales. La nueva administración logró también la adjudicación de una sede propia para el mantenimiento en el aeropuerto Eldorado en la capital del país. Se estableció la base de operaciones y al mismo tiempo se creó la escuela de entrenamiento para la capacitación de personal de vuelo y de tierra. Se procedió a la organización de abastecimientos técnicos y almacén, para obtener un oportuno y eficaz suministro de repuestos y se establecieron los contratos directos con las firmas fabricantes de los equipos de operación. Fue entonces cuando se adquirieron dos nuevas unidades Fairchild F-27 (HK-1492 y HK-1493). Los Cessna 402 fueron destinados únicamente para vuelos especiales en la modalidad de chárter desde Valledupar, la base secundaria. Esto le permitió un aumento de más del 100% en la capacidad ofrecida y el número de pasajeros transportados hasta la fecha en las rutas asignadas. La ruta Bogotá-Ipiales le fue autorizada por la Aeronáutica Civil en 1974 y fue operada temporalmente. Fue entonces cuando se estudió la posibilidad de incorporar aeronaves de mayor tamaño. El estudio técnico y económico apuntaba a la incorporación de aeronaves jet tipo Sud Aviation Caravelle, con capacidad para 94 pasajeros. Se adquirieron tres unidades a la aerolínea española Aviaco. Las tres unidades, el HK-1810, HK-1811 y HK-1812, fueron puestas al servicio en 1976 en las rutas principales, desde Bogotá a Valledupar, Riohacha, Medellín, Barranquilla y Bucaramanga.
AC- Aerovías del Cesar llegó a ocupar el tercer puesto en número de pasajeros transportados con su flota de tres aviones jet y cuatro turbohélices. Para 1977 se le adjudicó una nueva ruta secundaria, de Bogotá a Montería, con la cual se completaba una amplia red de servicios basada en la integración de las capitales departamentales de la Costa Atlántica. Los aeropuertos de Riohacha y Maicao presentaban grandes deficiencias en los equipos y el mal estado de las pistas, lo que resultó en la cancelación temporal de todos los servicios a esas ciudades del departamento de la Guajira.
En septiembre de 1979 llegó al país por invitación de la compañía una delegación de técnicos de la fábrica francesa Aerospaciale, nuevo nombre de la Sud Aviation, quienes vinieron a prestar un servicio especial de asesoría para el mantenimiento total de una de sus aeronaves, el Caravelle HK-1810. El procedimiento era el de desensamblaje total y mantenimiento de la aeronave. El gerente general Alfonso Sánchez hizo una invitación abierta a todo ingeniero aeronáutico que estuviera dispuesto a compartir esta experiencia. 
Para finales de 1979, TAC-Aerovías del Cesar ocupaba el quinto lugar en la aviación colombiana. Desde 1976 había implementado un programa denominado “Turismo Popular” cuyo objetivo era el de ofrecer al trabajador de bajos ingresos económicos la oportunidad de viajar a la Costa Atlántica mediante el servicio de “Aerocréditos”, la entidad especializada en transporte aéreo y hotelería, que ofrecía cómodos paquetes turísticos con financiación Para entonces se incluyó la isla de San Andrés en el plan de rutas.

### Quiebra
Este desastroso accidente ocurrido en 1980 marcó el principio del final de esta pequeña pero pujante línea aérea vallenata. Las operaciones continuaron por un corto periodo e inclusive se alcanzó a introducir un nuevo logotipo con un motivo tairona e imagen corporativa con el nombre Aerocesar. Se adquirió una nueva unidad Vickers Viscount y en abril de 1981 se adquirieron nuevas unidades Caravelle, el HK-2579X, el cual se bautizó con el nombre de “Cacique de Upar” y el HK-2598X que bautizó como “Francisco el Hombre”. La línea aérea no logró superar sus dificultades financieras y pronto optó por suspender todas sus operaciones el 15 de abril de 1983.

## Accidentes
- El 5 de febrero de 1972, un avión matrícula HK-1139, se accidentó en el Cerro Azul cerca de Valledupar, donde perecieron 15 pasajeros y 4 tripulantes.

- El 21 de diciembre de 1980, ocurre el accidente del sud Aviation Caravelle de AeroCesarun avión Sud Aviation Caravelle matrícula HK-1810, explotó en el aire después de despegar de Riohacha en vuelo regular a Medellín, matando a los 63 pasajeros y 7 tripulantes a bordo.

## Antiguos destinos
| Destinos            | Aeropuertos                                     |
| ------------------- | ----------------------------------------------- |
| Barrancabermeja     | Aeropuerto Yariguíes                            |
| Barranquilla        | Aeropuerto Internacional Ernesto Cortissoz      |
| Bogotá              | Aeropuerto Internacional El Dorado              |
| Cali                | Aeropuerto Internacional Alfonso Bonilla Aragón |
| Cartagena de Indias | Aeropuerto Internacional Rafael Núñez           |
| Isla de San Andrés  | Aeropuerto Internacional Gustavo Rojas Pinilla  |
| Medellín            | Aeropuerto Olaya Herrera                        |
| Riohacha            | Aeropuerto Almirante Padilla                    |
| Valledupar          | Aeropuerto Alfonso López Pumarejo               |

## Flota histórica
La flota de Aerocesar consistió en las siguientes aeronaves:
| Aeronaves              | Total | Introducido | Retirado | Matrículas                                                                     |
| ---------------------- | ----- | ----------- | -------- | ------------------------------------------------------------------------------ |
| Cessna 402             | 2     | 1968        | ??       | ??                                                                             |
| Fairchild F-27         | 4     | 1970        | 1978     | HK-1492, HK-1137, HK-1139 y HK-1140 (nunca operativo con TAC)                  |
| Sud Aviation Caravelle | 7     | 1976        | 1983     | EC-ARI (para piezas), HK-1812, HK-2597X, HK-1811, HK-1810, HK-2598X y HK-2287X |
| Vickers Viscount       | 4     | 1971        | 1983     | HK-1412, HK-1267, HK-1347 y HC-ASP (rrg. HK-2404)                              |